# Alexandre Kirillov
Alexandre Alexandrovitch Kirillov (en russe : Алекса́ндр Алекса́ндрович Кири́ллов), né le 9 mai 1936 à Moscou) est un mathématicien soviétique et russe connu pour ses travaux dans les domaines de théorie des représentations, groupes topologiques et groupes de Lie. Il a notamment introduit la méthode des orbites en théorie des représentations. Il est professeur émérite à l'Université de Pennsylvanie.

## Carrière
Kirillov étudie à l'Université d'État de Moscou où il est étudiant d'Israel Gelfand. Sa thèse de doctorat (candidat ès sciences), intitulée Unitary representations of nilpotent Lie groups, est soutenue en 1962 et lui vaut le diplôme de Docteur en sciences (Doktor nauk). À l'époque, il était le plus jeune docteur en sciences de l'Union soviétique. Il travaille à l'Université d'État de Moscou jusqu'en 1994, date à laquelle il devient professeur de mathématiques sur la chaire « Francis J. Carey » à l'Université de Pennsylvanie. Il a également été l'un des membres fondateurs de l'Université indépendante de Moscou, où il a été professeur au Collège de mathématiques de 1991 à 1995.

## Travaux de recherche
Kirillov est connu pour sa méthode des orbites dans la théorie des représentations des groupes de Lie. Il n'a initialement étudié que les groupes de Lie nilpotents G, où il a montré que les représentations unitaires irréductibles (à l'exception de l'équivalence unaire) peuvent être classifiées par l'« orbite » des applications de G dans l'algèbre de Lie duale (orbites coadjointes) de G. Bertram Kostant, Louis Auslander, Lajos Pukánszky et d'autres ont étendu la méthode des orbites aux groupes de Lie résolubles. Elle est également applicable, par exemple, aux groupes de Lie compacts, mais ne fournit plus de correspondance univoque entre les représentations irréductibles et les orbites coadjointes. Kirillov a également déduit de sa méthode des orbites une formule pour les caractères des représentations irréductibles du groupe de Lie (la formule des caractères de Kirillov).
Pendant sa scolarité, Kirillov a remporté de nombreux concours de mathématiques, et il continue à être un organisateur actif de concours russes de mathématiques. Il est également auteur de nombreux livres et d'articles d'exposition axés sur l'enseignement.

## Distinctions
- En 1962, il est conférencier invité au congrès international des mathématiciens à Stockholm, et en 1966 au congrès de Moscou.
- En 1978, il délivre une conférence plénière au congrès international des mathématiciens à Helsinki.
- En 1990, il est élu membre de l'Académie des sciences de Russie.
- En 2012, il est élu membre de l'American Mathematical Society[5].

Le fils de Kirillov, Alexander Kirillov, Jr., est également mathématicien ; il travaille sur les représentations des groupes de Lie ; il est en poste à l'Université d'État de New York à Stony Brook .
Kirillov a animé un séminaire très actif à Moscou pendant trente ans. Il compte parmi ses anciens élèves Victor Ginzburg, le lauréat de la médaille Fields Andreï Okounkov, David Kazhdan ou Michael Pevzner, professeur et directeur du laboratoire de mathématiques de Reims.

## Publications (sélection)
Kirillov publie son traité Elements of the Theory of Representations en russe en 1972. Le livre est traduit en français et en anglais. 
- [1974] Éléments de la théorie des représentations  (trad. Alekseï Sosinski), Moscou, Éditions Mir, 1974, 347 p. (SUDOC 00009160X).
- [1976] Elements of the theory of representations, Berlin, New York, Springer-Verlag, coll. « Grundlehren der Mathematischen Wissenschaften » (no 220), 1976 (ISBN 978-0-387-07476-4, MR 0412321).
- [1976] « Local Lie algebras », Russ. Math. Surv., vol. 31, no 4,‎ 1976, p. 55-75 (zbMATH 0357.58003).
- [1982] Théoremes et problèmes d’analyse fonctionnelle  (trad. Djilali Embarek), Moscou, Éditions Mir, 1982, 324 p. (zbMATH 0501.46004).
- [1999] « Merits and demerits of the orbit method », Bull. Amer. Math. Soc. (N.S.), vol. 36, no 4,‎ 1999, p. 433–483 (DOI 10.1090/s0273-0979-99-00849-6, MR 1701415).
- [2004] Lectures on the orbit method, Providence, RI, American Mathematical Society, coll. « Graduate Studies in Mathematics » (no 64), 2004 (ISBN 0-8218-3530-0)[6]
- [2013] A tale of two fractals, New York, Birkhäuser/Springer, 2013, xiii + 138 (ISBN 978-0-8176-8381-8).